# Tettigoniopsis kurosawai
Tettigoniopsis kurosawai is een rechtvleugelig insect uit de familie sabelsprinkhanen (Tettigoniidae). De wetenschappelijke naam van deze soort is voor het eerst geldig gepubliceerd in 1986 door Yamasaki.